# Blind Rage (Album)
Blind Rage ist das vierzehnte Studioalbum der deutschen Heavy-Metal-Band Accept. Es erschien im August 2014 unter dem Label Nuclear Blast und wurde wie schon die beiden letzten Alben der Band von Andy Sneap produziert. Schon vor der Veröffentlichung des Albums waren die Single Stampede sowie Final Journey ausgekoppelt worden.

## Versionen
Neben der Standard-Version als CD wurde das Album auch als Doppel-Vinyl vertrieben. Außerdem verfügbar war eine limitierte CD-Version, die den kompletten Auftritt der Band im Teatro Caupolicán in Santiago, Chile vom 12. April 2013 enthält.

## Rezeption
Holger Stratmann vom Rock Hard meinte, Accept knüpften mit dem Album „unweigerlich an die eigenen Klassiker wie Balls To Wall oder Restless And Wild an“. Songs wie Dying Breed, Dark Side Of My Heart, Fall Of The Empire oder 200 Years bezeichnete er als „Metal-Hymnen für die Ewigkeit“. Er bewertete das Album mit neun Punkten.
In dem Magazin Metal Hammer wurde Blind Rage zum Album des Monats gekürt. Im Review wurde erwähnt, „der Sound [sei] perfekt, das Songwriting einwandfrei, und die Performance ohne Fehl und Tadel“. Das Album erhielt sechs von sieben Punkten.
Mit Blind Rage konnte Accept erstmals die Spitze der deutschen Albumcharts erreichen.

## Titelliste
Alle Musik von Baltes, Hoffmann, alle Texte von Tornillo.
1. Stampede – 5:14
2. Dying Breed – 5:21
3. Dark Side Of My Heart – 4:37
4. Fall Of The Empire – 5:45
5. Trail Of Tears – 4:08
6. Wanna Be Free – 5:37
7. 200 Years – 4:31
8. Bloodbath Mastermind – 6:00
9. From The Ashes We Rise – 5:54
10. The Curse – 6:29
11. Final Journey – 5:02